# Premio de Arquitectura Española Internacional
Los Premios de Arquitectura Española Internacional (PAEI) son unos galardones creados en el año 2013 para reconocer la calidad arquitectónica y urbanística de profesionales y empresas de arquitectura, promotoras y constructoras que hayan desarrollado sus trabajos fuera de España.
Los premios están promovidos por el Foro de Arquitectura Española, espacio de debate constituido bajo la Presidencia del Ministro de Fomento e integrado por el CSCAE, Colegios de Arquitectos, Fundaciones e Institutos de Arquitectura, Escuelas de Arquitectura y empresas  vinculadas al sector.
Nacen con vocación de reconocer la calidad arquitectónica y urbanística de profesionales y empresas de arquitectura, promotoras y constructoras que hayan desarrollado sus trabajos fuera de España, con el objetivo de incentivar y consolidar una marca común más allá de nuestras fronteras.

## Galardonados
En cada una de las ediciones se han entregado premios en diversas categorías, manteniéndose únicamente la de arquitectura. Otras categorías han sido:
- Proyecto de concurso (2013, 2015, 2017)
- Empresa española (2013)
- Joven arquitecto en el exterior (2013)
- Apoyo a la Internacionalización (2013, 2015)
- Urbanismo (2015, 2017)
- Mención especial (2019)

### Categoría Arquitectura
| Año  | Premiado | Obra                                 | Localización              | Referencia |
| ---- | --- | ------------------------------------ | ------------------------- | ---------- |
| 2013 | Antonio Ortiz y Antonio Cruz (Cruz y Ortiz Arquitectos)                                                                   | nuevo Rijksmuseum                    | Ámsterdam (Países Bajos). | [ 1 ]      |
| 2015 | Rafael Aranda Quiles & Carme Pigem Barceló & Ramón Vilalta Pujol (RCR Aranda Pigem Vilalta Arquitectes) & Gilles Trégouët | Museo Soulages                       | Rodez (Francia)           | [ 2 ]      |
| 2017 | Emilio Tuñón Álvarez y Marceline Ruckstuhl - Tuñón & Ruckstuhl Architects GMBH                                            | Gastropabellón ETH Hönggerberg       | Zúrich (Suiza)            | [ 3 ]      |
| 2019 | Ignacio Mendaro Corsini                                                                                                   | Archivo general del Estado de Oaxaca | Oaxaca de Juárez (México) | [ 4 ]      |